# Joachim Kühn
Joachim Kühn (15 de marzo de 1944) es un pianista y compositor alemán de jazz.

## Biografía
Kühn fue un prodigio musical e hizo su debut como concertista clásico de piano, tras estudiar con Arthur Schmidt-Elsey. Influenciado por su hermano, el clarinetista Rolf Kühn, se interesó simultáneamente por el jazz. En 1961 inició su carrera como jazzista. Liderando un trío, fundado en 1964, fue el primero en hacer free jazz en Alemania del Este. En 1966, se asentó en Hamburgo. Junto con su hermano, actuó en el Newport Jazz Festival y grabó con músicos como Jimmy Garrison, para Impulse!.
Kühn vivió en París desde 1968, y trabajó con Don Cherry, Karl Berger, Slide Hampton, Phil Woods, Michel Portal, Barre Phillips, Eje Thelin, Ray Lema y Jean-Luc Ponty, entre otros. Como miembro de la Association P.C. de Pierre Courbois, se aplicó a los teclados electrónicos. durante la segunda mitad de los años 1970, vivió en California y se unió a la escena del jazz fusión de la Costa Oeste, grabando con Alphonse Mouzon, Billy Cobham, Michael Brecker, y Eddie Gomez.
De regreso a París, tocó en trío acústico con Jean-François Jenny-Clark y Daniel Humair, desde 1985. En el verano de 1996, se unió a Ornette Coleman para dos conciertos en los festivales de Verona y Leipzig, base de su posterior Diminished Augmented System. Recientemente, ha girado con Rabih Abou-Khalil. Kühn ha sido designado más de siete veces, como "mejor pianista de jazz europeo".
Desde hace varios años reside en Ibiza desde donde sigue trabajando, mantiene un trío con el multiinstrumentista Majid Bekkas y el batería Ramón López.
El 30 de junio de 2023 se publicó su álbum "Joachim Kühn: Komeda Live at Berlin Philharmonic" 

## Discografía

### Solo piano
- Charisma  (1977)
- Snow in the desert  (1980)
- Distance (1984)
- Situations (1988)
- Dynamics (1990)
- Joachim Kühn plays Lili Marleen (1994)
- The Diminished Augmented System (1999)
- Piano Works I (2005)
- Piano Works IX - Live at Schloss Elmau (2009) - Con Michael Wollny

### Trío
con Daniel Humair y Jean-François Jenny-Clark
- Easy To Read (1985)
- From Time To Time Free (1988)
- Live 1989 (1989)
- Carambolage con la WDR Big Band (1991)
- Usual Confusion (1993)
- Triple Entente (1998) Mercury/PolyGram S.A.France

### Como líder de grupo
- Impressions of New York (Impulse!, 1967)
- Sound Of Feelings(1969) (trío, BYG Actuel)
- Paris Is Wonderful (1969) (trío, Byg Actuel)
- Hip Elegy (1975) con Terumasa Hino, Philip Catherine, John Lee, Naná Vasconcelos, Alphonse Mouzon
- Solo Now (1976) con Albert Mangelsdorff, Gunter Hampel, Pierre Favre
- Springfever (1976) con Philip Catherine, John Lee, Gerry Brown, Zbigniew Seifert, Curt Cress, (Atlantic)
- Sunshower (1978) con Jan Akkerman, Ray Gomez, (Atlantic)
- Joachim Kühn & Jan Akkerman Live (1979)
- Nightline New York (1981) con Michael Brecker, Eddie Gomez, Billy Hart, Bob Mintzer, Mark Nauseef
- Colors con Ornette Coleman; 1996)
- Dark con Walter Quintus
- Get up early con Walter Quintus
- Universal Time  (2001) con Chris Potter, Scott Colley, Horacio 'El Negro' Hernández, Michel Portal
- Bach Now - Live  (2002) con Thomanerchor
- Poison (2005) con Jean-Paul Celea, Wolfgang Reisinger
- Journey to the center of an egg con Rabih Abou-Khalil, Jarrod Cagwin
- Kalimba (2007) con Majid Bekkas, Ramón López (ACT 9456-2)
- Chalaba (2011) con Majid Bekkas, Ramón López (ACT 9502-2)
- Voodoo Sense (2013) con Majid Bekkas, Ramón López y Archie Shepp como invitado especial. (ACT  9555-2)

### Como acompañante
- Zbigniew Namyslowski Quartet w/ Joachim Kühn: Live at Kosmos, Berlin (ITM 1965)
- The Rolf Kühn Group The Day After (BASF/MPS 1972) incluyendo a Phil Woods
- Association P. C. + Jeremy Steig: Mama Kuku (MPS 1974)
- The Rolf Kühn Group Connection 74 (BASF/MPS 1974) incluyendo a Randy Brecker
- Jan Akkerman: Jan Akkerman (1978)
- Coryell - Catherine - Kühn Live! (Elektra 1980)
- Natural Research (2022) - con Andrés Coll